# María de las Mercedes Menafra Rodríguez
María de las Mercedes Menafra Rodríguez (nascuda a Montevideo) fou la primera dama de l'Uruguai des de l'any 2000 fins a 2005.
És la segona esposa de l'expresident Jorge Batlle Ibáñez i l'actual presidenta de la fundació Todos por Uruguay.
Filla de pares químics de professió, Mercedes va estudiar dret i ciències socials a la Universitat de la República.
El 1999 va rebre el Premio Artigas a la Mujer Uruguaya (Premi Artigas a la Dona Uruguaiana) per la seva defensa dels drets de la dona. El 2000 va rebre un altre reconeixement per part de l'Associació Ibero-americana de Dones Empresàries. Va ser també reconeguda en dues ocasions com la "Dona de l'Any", el 2001 i el 2006.